# Robert Russell Bennett
Robert Russell Bennett (Kansas City, 15 juni 1894 – New York, 18 augustus 1981) was een Amerikaans componist, dirigent en pianist. Hij studeerde piano bij zijn moeder en leerde verschillende andere instrumenten bespelen bij zijn vader die muziekleraar was en studeerde compositie bij de Deense componist Carl Busch. 
In 1916 verhuisde hij naar New York en dirigeerde tijdens de Eerste Wereldoorlog enkele militaire kapellen. Vanaf 1922 begon hij Broadway-musicals en revues te arrangeren en te bewerken. Een specialisatie waar hij een meester in werd.
Van 1926 tot 1932 verliet hij Broadway om voor vier jaar te studeren bij Nadia Boulanger en door Europa te reizen en te componeren.
Bennett was een uiterst kundig musicus. Hij schreef composities vaak direct in partituur zonder eerst aantekeningen te maken.
Zijn bewerkingen en arrangementen bestaan niet uit het herhalen van (musical)melodieën en rechttoe rechtaan begeleidingen maar zijn met kennis van zaken uitgewerkte symfonische composities die bijvoorbeeld contrapunt bevatten en hebben hierdoor erg bijgedragen aan een niveauverhoging van het genre musical. 
Naast al die bewerkingen en arrangementen van musicals en revues schreef Bennett meer dan 30 composities voor blaasorkest, vier symfonieën, een operette, drie opera’s, pianomuziek, balletten, liederen en koorwerken. 
Zijn bekendste werk is Porgy & Bess: A Symphonic Picture uit 1942 naar motieven uit de gelijknamige opera van George Gershwin. Het is een werk dat geregeld uitgevoerd wordt en waar inmiddels veel cd opnames van bestaan.

## Composities

### Werken voor harmonieorkest
- 1932 Concerto Grosso, voor blazerskwintet en harmonieorkest
- 1949 Suite of Old American Dances
  1. Cakewalk
  2. Schottische
  3. Western One Step
  4. Wallflower Waltz
  5. Rag
- 1957 Symphonic Songs for Band
  1. Serenade
  2. Spiritual
  3. Celebration
- 1959 Ohio River Suite
- 1960 West Virginia Epic
- 1961 Kentucky
- 1961 Three Humoresques
- 1969 Down to the Sea in Ships
- 1974 Four Preludes
- 1974 Zimmer's American Greeting
- 1977 Twain and the River
- Autobiography
- Christmas overture
- Fanfare for the American Wind Symphony Orchestra
- Mademoiselle Suite
- Overture to Ty, Tris and Willie
- The King and I
- The Sound of Music

Bron: Dictionary of 20th Century Music.....John Vinton
- Bibsys: 6002704
- Biblioteca Nacional de España: XX886110
- Bibliothèque nationale de France: cb13891363s (data)
- CiNii: DA09134924
- Gemeinsame Normdatei: 119046458
- International Standard Name Identifier: 0000 0001 1480 2803
- Library of Congress Control Number: n81074329
- Nationale Bibliotheek van Letland: 000026299
- MusicBrainz: 551d0526-77ea-4d00-b345-19c3b590f95c
- Bibliotheek van het Japanse parlement: 00995197
- Nationale Bibliotheek van Tsjechië: xx0150971
- Nationale bibliotheek van Australië: 35017430
- Nationale Bibliotheek van Israël: 987007282829005171
- Nationale en Universitaire bibliotheek Zagreb: 000693703
- Nederlandse Thesaurus van Auteursnamen: 088457133
- Réseau des bibliothèques de Suisse occidentale: 02-A022694504
- SNAC: w67p8zt8
- Système universitaire de documentation: 100531091
- Trove: 791986
- Virtual International Authority File: 2655437
- WorldCat: E39PBJgcXdyGm4kM8ckwFXK68C